# 27719 Fast
27719 Fast este un asteroid din centura principală de asteroizi.

## Descriere
27719 Fast este un asteroid din centura principală de asteroizi. A fost descoperit pe 26 septembrie 1989 la Observatorul La Silla de Eric Walter Elst. Asteroidul prezintă o orbită caracterizată de o semiaxă mare de 3,40 ua, o excentricitate de 0,06 și o înclinație de 3,6° în raport cu ecliptica.